# Alpha Arietis
Alpha Arietis ou Aleixo (α Ari, α Arietis), também conhecida como Hamal ou Aleixo é a estrela mais brilhante da constelação de Aries.
A sua designação de Flamsteed é 13 Arietis. Esta designação é pouco utilizada por ser uma estrela brilhante com uma designação de Bayer.
É uma estrela gigante do tipo K2 IIICa, significando que é uma estrela de grandes dimensões e alaranjada. A notação "Ca" indica linhas de cálcio no seu espectro electromagnético. É uma estrela ligeiramente variável.
O satélite Hipparcos indica que a estrela se distancia 65,9 anos-luz da Terra. Apresenta uma magnitude aparente de 2,01 e é a 47ª estrela mais brilhante no céu.

## Etimologia
O nome Hamal deriva do nome árabe utilizado para designar a constelação, Al Hamal (o cordeiro ou o carneiro). Por causa da possível confusão que pode haver entre o nome da estrela e da constelação, a primeira pode também ser chamada راس حمل rās al-ħamal, cabeça do carneiro.